# Golden retriever
El Golden Retriever o cobrador daurat és una raça de gos relativament moderna i popular, sobretot als Estats Units i Europa. Es pensa que es va desenvolupar en el Regne Unit i més concretament a Escòcia al voltant de l'any 1850, però les barreges produïdes per obtenir aquesta raça encara no es coneixen.

## Història
Es pensa que el golden retriever es va desenvolupar en el Regne Unit per Lord Tweedmouth pels volts de l'any 1850 amb el propòsit de recobrar aus sobre terra i en aigua, però les barreges d'encreuament que es van usar són desconegudes. Es pot veure que té algunes característiques de gossos cobradors, com gossos bloodhound, gos d'aigua i labrador retriever, gossos de caça amb habilitats per a rastreig.
Com era típic al segle xix, Tweedmouth era un àvid caçador i un entusiasta de les aus aquàtiques. La seva passió com a caçador era igualada, únicament, per la seva dedicació als gossos de caça; havia tingut i criat gossos beagle, pòinter, setter, greyhound, deerhound escocès i gos d'aigua irlandès. Durant els anys 1850, va centrar la seva atenció cap a les varietats de grandària mitjana de gossos cobradors de caça (retriever, en anglès), que eren els «gossos d'aigua» d'aquesta època. D'aquests gossos se sabia que eren combinacions desitjables entre setters i spaniels amb altres varietats de gossos de treball. Tenien un gran coratge, força, sagacitat i temperament i, no sorprenentment, un olfacte superior.
Encara que el color mancava d'importància per a la majoria dels caçadors, que comprensiblement es preocupaven més per les habilitats de treball, Tweedmouth va ser un veritable avantguardista en el seu temps, ja que es va mostrar inclinat cap a la cria d'una línia de gossos de color groc. Durant molts anys, el món de la cinologia es va acollir al mite que Tweedmouth s'havia fet amb els seus primers gossos grocs a partir d'un grup de gossos d'un circ rus.
Aquesta rondalla va ser desmentida per la ja morta Elma Stonex, de Somerset (Anglaterra), reconeguda jutgessa i criadora dels golden retriever Dorcas, una veritable autoritat dins del món dels golden retriever, que va investigar i va desvetllar l'autèntica història de la raça.
En un article aparegut en la revista Dog World, Mrs. Stonex va recuperar una informació publicada en 1952 i en 1953 en la revista Country Life. Amb la contribució del sisè comte d'Ilchester, un historiador i caçador d'anomenada, els articles van desvetllar els registres de les ventrades dutes a terme pel seu besoncle lord Tweedmouth en el viver que tenia en la seva finca de Guisachan. Aquests registres, que daten de 1835 fins a 1890, no contenen cap referència a gossos d'origen rus. Els registres indicaven que Tweedmouth va adquirir el seu primer retriever groc en Brighton, en 1865, que el gos es deia Nous (paraula grega que significa saviesa) i que procedia d'una ventrada on la resta dels animals eren retriever completament negres amb el pelatge ondat (Curly-Coated Retriever). Registrada com a raça pel comte de Chichester, Nous apareix en fotografies de 1870 com un gos gran i bell, amb un pelatge molt ondat i d'un color ni clar ni fosc, per la qual cosa s'assemblava molt al golden retriever actual.

## Aparença general
El colorit d'aquesta raça a més del seu caràcter, ha ajudat a convertir-ho en una de les races més populars; el seu color pot variar de tons de crema a or, però no ha de ser vermell. Harmoniosament constituït, actiu i poderós, amb *andares fàcils, no ha de ser vulgar, ni massa alt, ni massa baix.
- Alçada: Entre 51-61 cm.

- Cap: Crani ample, ben unida a un coll musculós i sense papada.

- Musell: Poderós i ample.

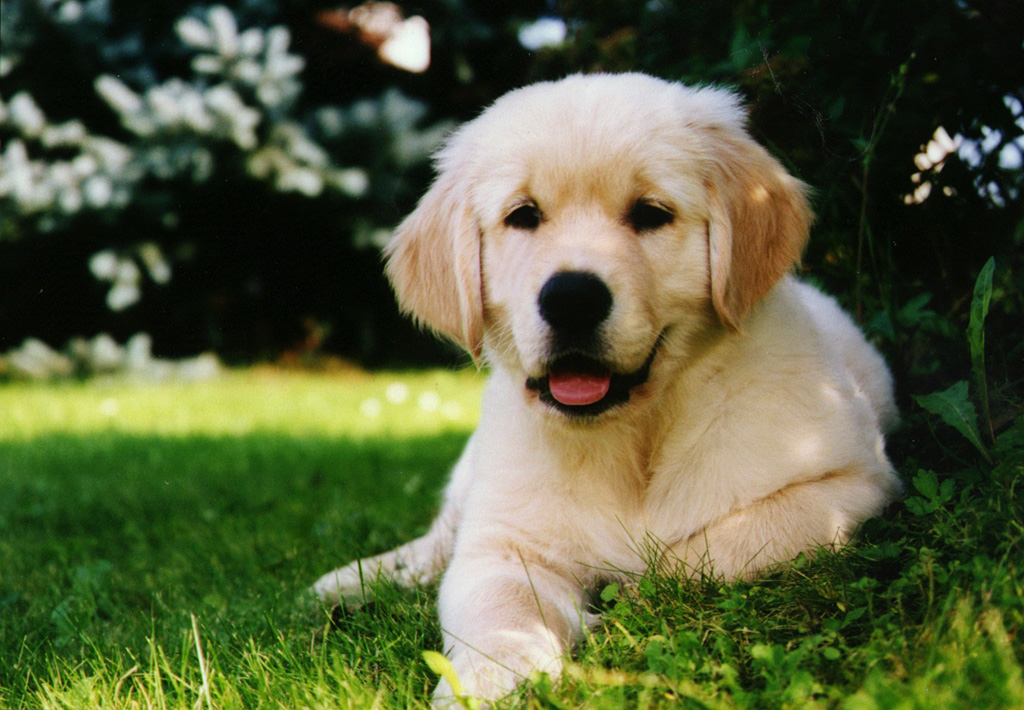
Cadell de Golden Retriever

- Mandíbula: Sòlida, amb dents col·locades regularment.

- Stop: Pronunciat i ulls foscos i ben separats, amb parpelles fosques.

- Orelles: Proporcionades, de grandària mitjana, que pengen sobre els costats del cap.

- Coll: Musculós.

- Cos: Equilibrat, pit ben inclinat, costelles llargues i inclinades.

- Potes anteriors: Rectes, amb bona ossada, i peus rodons, com els peus del gat, no oberts, ni plànols. Dits atapeïts.

- Potes posteriors: Fortes i musculoses.

- Cua: A nivell del dors, que porta horitzontalment, i amb bons plomalls.

- Pelatge: Llarg, plànol i ondeant, llis o ondat, mai arrissat, amb una capa interna densa i impermeable.

- Ventrada: Usualment la ventrada és de sis a set cadells. Es registren ventrades de fins a setze cadells.

## Temperament i caràcter
Gos que té bon temperament i és molt àgil. Posseeix un excel·lent olfacte i cobra amb delicadesa; és molt aficionat a l'aigua. És un animal adaptable i devot company. Intel·ligent, vivaç i dòcil, amb forta voluntat per complaure. De caràcter afable, sense cap senyal d'agressivitat o timidesa impròpies.

## Salut

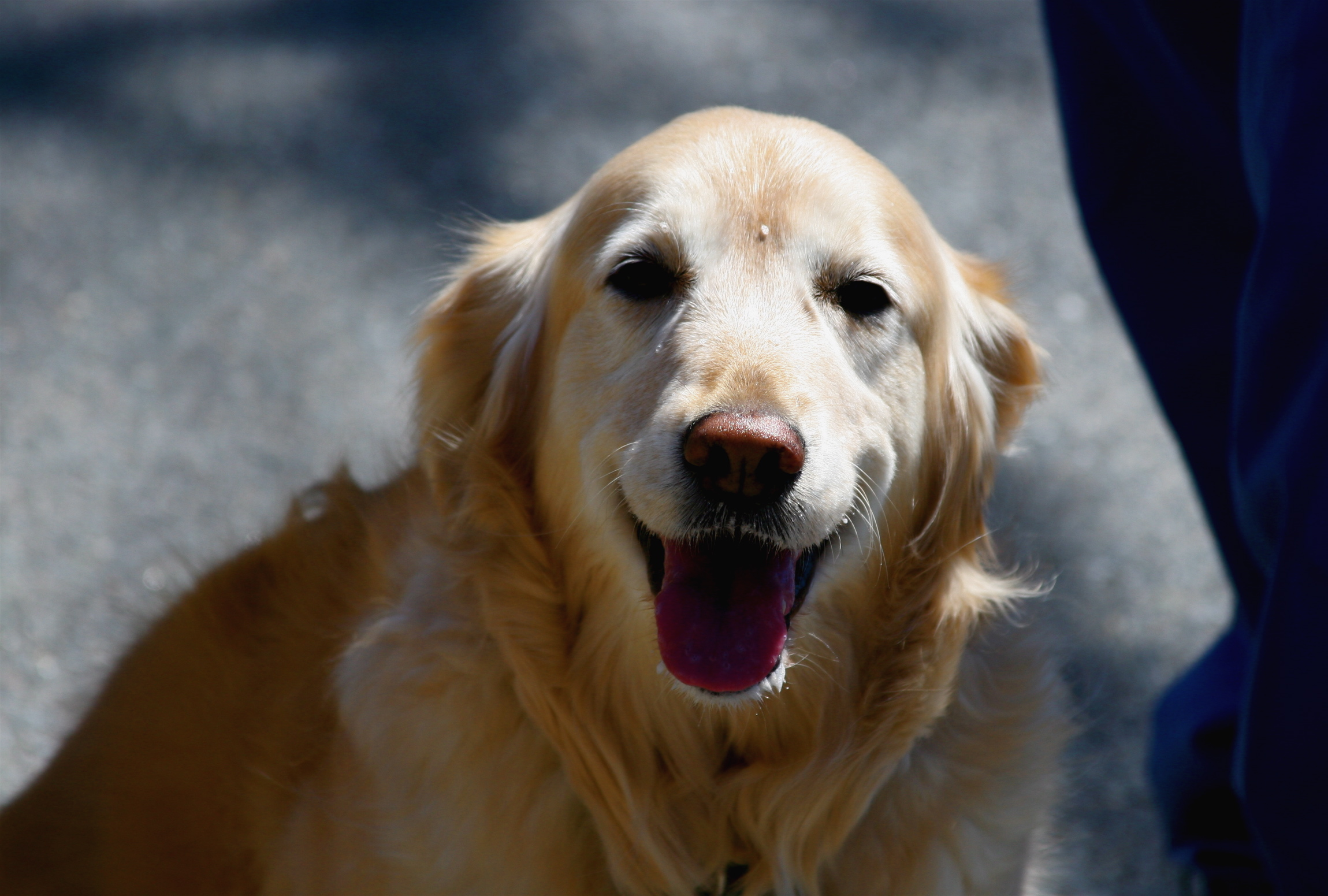
Golden Retriever

Un dels problemes de ser una raça tan popular, és que també han sorgit vivers els qui reprodueixen exemplars indiscriminada i irresponsablement, amb la qual cosa la raça es veu afectada per un nombre de problemes de salut. La displàsia de maluc i la displàsia de colze són freqüents, igual que problemes de la vista, tals com a atròfia retinal progressiva, uveïtis, i cataractes. Els goldens poden sofrir un defecte cardíac seriós conegut com a estenosi subaòrtica. Altres problemes que apareixen inclouen al·lèrgies i problemes crònics de pell i oïdes, epilèpsia, problemes per empassar, hipotiroïdisme, i problemes de temperament.
Són especialment propensos a l'hemangiosarcoma i al limfoma, amb un risc estimat de per vida d'un de cada cinc per al primer i d'un de cada vuit per al segon. L'alta prevalença de morts per càncer entre els Golden Retrievers pot representar en part una manca d'altres malalties congènites.

## Cures
El Golden Retriever és un gos d'un alt nivell d'energia, que requereix una bona dosi diària d'exercicis. Un Golden Retriever a qui l'hi deixa solament en un gran terreny, triarà dormir abans que fer exercici pel seu compte. És un gos que necessita gran estimulació, la qual cosa significa temps i atenció. És possible per a aquesta raça viure en un departament, sempre que com a amo et comprometis a complir la teva part quant a proveir-li tot l'exercici diari que requereix, per a tota la vida (ja sigui que hi hagi sol, plogui, o troni). El Golden Retriever si et dediques a ell força temps, en realitat, ell preferirà que el deixis en un terrat o en un jardí, perquè els gossos, no saben el perquè d'una estona sí que poden entrar a casa perquè estan nets i l'altre no, perquè estan bruts. I això als gossos els fa posar neguitosos. Això també tenint en compte que hem de sortir sovint amb ell. El Golden Retriever necessita i desitja la companyia de tota la família, i formar-ne part integral. Si els pèls, la seva grandària, o la seva energia són un problema per a tu, tal vegada hauries de considerar una altra raça.

## Esperança de vida
Usualment d'uns catorze anys, de dotze a quinze d'acord amb algunes fonts.